# Eparchia czycka
Eparchia czycka – jedna z eparchii Rosyjskiego Kościoła Prawosławnego. Obejmuje część terytorium Kraju Zabajkalskiego. Funkcję katedry pełni sobór Kazańskiej Ikony Matki Bożej w Czycie. Ordynariuszem administratury jest metropolita czycki i pietrowsk-zabajkalski Dymitr (Jelisiejew).
Eparchia powstała w 1894 poprzez wydzielenie z eparchii irkuckiej. Początkowo nosiła nazwę eparchia zabajkalska. W 1930 eparchię zlikwidowano, a kilka lat później – również irkucką. W 1948 reaktywowano eparchię irkucką, z której w 1994 ponownie wydzielono eparchię czycką (pod nazwą eparchia czycka i zabajkalska). Nazwę „czycka i krasnokamieńska” nadano eparchii w 2009, po wydzieleniu z jej terytorium eparchii ułan-udeńskiej.
25 grudnia 2014 z eparchii czyckiej i krasnokamieńskiej wydzielono eparchię nerczyńską. Nazwę macierzystej eparchii zmieniono na „czycka”. Jednocześnie z tych dwóch eparchii utworzono metropolię zabajkalską.

## Biskupi czyccy
- 2014–2016 Włodzimierz (Samochin) (arcybiskup, od 2015 metropolita)
- od 2016 Dymitr (Jelisiejew)[1] (od 2017 metropolita)[2].

## Dekanaty (przed ostatnim podziałem eparchii)
- czycki (16 parafii)
- krasnokamieński (7 parafii)
- pietrowsko-zabajkalski (6 parafii)
- szyłkiński (15 parafii)

## Monastery
- Zaśnięcia Matki Bożej w Czycie–Mołokowce (męski)
- Wszystkich Świętych w Atamanowce (żeński)